# TuS Hiltrup
Der TuS Hiltrup (offiziell: Turn- und Sportverein Hiltrup 1930 e. V.) ist ein Sportverein aus dem Münsteraner Stadtteil Hiltrup. Die erste Fußballmannschaft der Männer stieg 2025 in die Oberliga Westfalen auf.

## Geschichte und Angebot
Im Jahre 1920 wurde der Verein DJK Blau-Weiß Hiltrup gegründet, der sich dem Sportverband der katholischen Deutschen Jugendkraft anschloss. Im Jahre 1934 fusionierte die DJK Blau-Weiß Hiltrup mit dem vier Jahre zuvor gegründeten Turnverein Hiltrup zum heutigen TuS Hiltrup. Warum das Gründungsjahr des Turnvereins übernommen wurde und nicht das ältere Gründungsjahr der DJK Blau-Weiß ist nicht bekannt. Mit der Fusion umging die DJK Blau-Weiß das Verbot der Deutschen Jugendkraft und der ihr angeschlossenen Vereine, die 1935 in Kraft trat.
Das Sportangebot des TuS Hiltrup umfasst Badminton, Basketball, Boule, Fitness & Gesundheit, Fit Kids, Fußball, Judo, Kung Fu, Kursprogramm Gesundheit, Lauf-/Walkingtreff, Leichtathletik (in der LG Brillux Münster), Rehabilitationssport, Schwimmen, Seniorensport, Speckbrett, Stepptanz, Taekwondo, Tanzen und Tischtennis. In früheren Zeiten hatte der Verein auch eine Handballabteilung. Der Verein hat etwa 4.500 Mitglieder.

## Fußball

### Geschichte
Die Hiltruper Mannschaft stieg im Jahre 1946 in die Bezirksklasse auf und wurde dort auf Anhieb Vizemeister hinter dem Lokalrivalen SC Münster 08. In der folgenden Saison 1947/48 musste das Team als Vorletzter absteigen, schaffte jedoch den direkten Wiederaufstieg. Die Hiltruper konnten sich in der Bezirksklasse etablieren und hatten in der Saison 1955/56 Glück. Das Entscheidungsspiel gegen den Abstieg gegen den SC Münster 08 wurde mit 2:3 nach Verlängerung verloren. Durch die Einführung der Verbandsliga Westfalen wurde in den Bezirksklassen der Abstieg nachträglich ausgesetzt, so dass der TuS Hiltrup nicht den Gang in die Kreisklasse antreten musste.
Nach weiteren Jahren im Mittelfeld der Tabelle mussten die Hiltruper 1960 in die Kreisklasse absteigen. Erneut gelang der direkte Wiederaufstieg. Sportlich erreichte die Mannschaft stets einstellige Platzierungen, bevor der Verein Anfang der 1970er Jahre über eine Spitzenmannschaft verfügte. Die Hiltruper wurden 1971, 1972 und 1974 jeweils Vizemeister hinter Teutonia Vennheide, den Amateuren von Preußen Münster bzw. dem SV Mesum, bevor 1975 schließlich der Aufstieg in die Landesliga gelang. Nachdem die Mannschaft drei Jahre später nur knapp den Klassenerhalt geschafft hatte, gelang dann 1981 der Aufstieg in die Verbandsliga. Drei Jahre lang hielt sich der Verein in dieser Spielklasse, bevor es wieder runter in die Landesliga ging. Hier hielten sich die Hiltruper vier Jahre auf, bevor es wieder rauf in die Verbandsliga ging.
Die 1990er Jahre waren von einer sportlichen Talfahrt geprägt. Es begann mit dem Abstieg aus der Verbandsliga im Jahre 1990, bevor es zwei Jahre später runter in die Bezirksliga ging. 1996 musste die Mannschaft in die Kreisliga A absteigen, nachdem das Entscheidungsspiel um den Klassenerhalt gegen die punktgleiche Mannschaft von Schwarz-Weiß Havixbeck mit 2:3 verloren wurde. Zwei Jahre später gelang der Wiederaufstieg in die Bezirksliga, der einen neuerlichen Aufschwung einleitete. 2002 stiegen die Hiltruper in die Landesliga auf und schafften vier Jahre später die Rückkehr in die Verbandsliga, wo die Mannschaft 2008 den vierten Platz erreichte. Im Jahre 2009 ging es wieder runter in die Landesliga, bevor im Jahre 2011 zum vierten Mal in die nunmehr Westfalenliga genannte, zweithöchste westfälische Spielklasse gelang.
Der Klassenerhalt dort gelang nur aufgrund der besseren Tordifferenz gegenüber den SV Spexard. In den folgenden Jahren konnten sich die Hiltruper in der Westfalenliga etablieren und schafften im Jahre 2025 den Aufstieg in die Oberliga Westfalen. Die Entscheidung fiel am letzten Spieltag durch einen 4:0-Sieg beim Delbrücker SC.

### Erfolge
- Meister der Westfalenliga 1: 2025
- Meister der Landesliga Westfalen 4: 1981, 1988, 2006, 2011

### Stadion
Die Heimspiele werden in der Glasurit-Arena ausgetragen, die früher unter dem Namen Stadion am Osttor bzw. Bezirkssportanlage Hiltrup-Ost bekannt war. Das Stadion bietet Platz für 5000 Zusachauer. Es wird auf Naturrasen gespielt.

## Handball
Den Handballern des TuS Hiltrup gelang im Jahre 1980 der Aufstieg in die seinerzeit viertklassige Oberliga Westfalen. Aus dieser musste die Mannschaft drei Jahre später wieder absteigen. Der Wiederaufstieg gelang im Jahre 1993, jedoch mussten die Hiltruper zwei Jahre später erneut in die Verbandsliga absteigen. Im Jahre 2013 löste sich die Abteilung aufgrund Spielermangels auf.

## Persönlichkeiten
- Jens Bäumer
- Burkhard Gröning
- Danny Haß
- Karl-Heinz Krekeler
- Felix Leuer
- Rodrigo Cesar Martins
- Daniel Masuch
- Rudolf Schulz
- Heinz-Rüdiger Voß